# Geneviève de Gaulle-Anthonioz

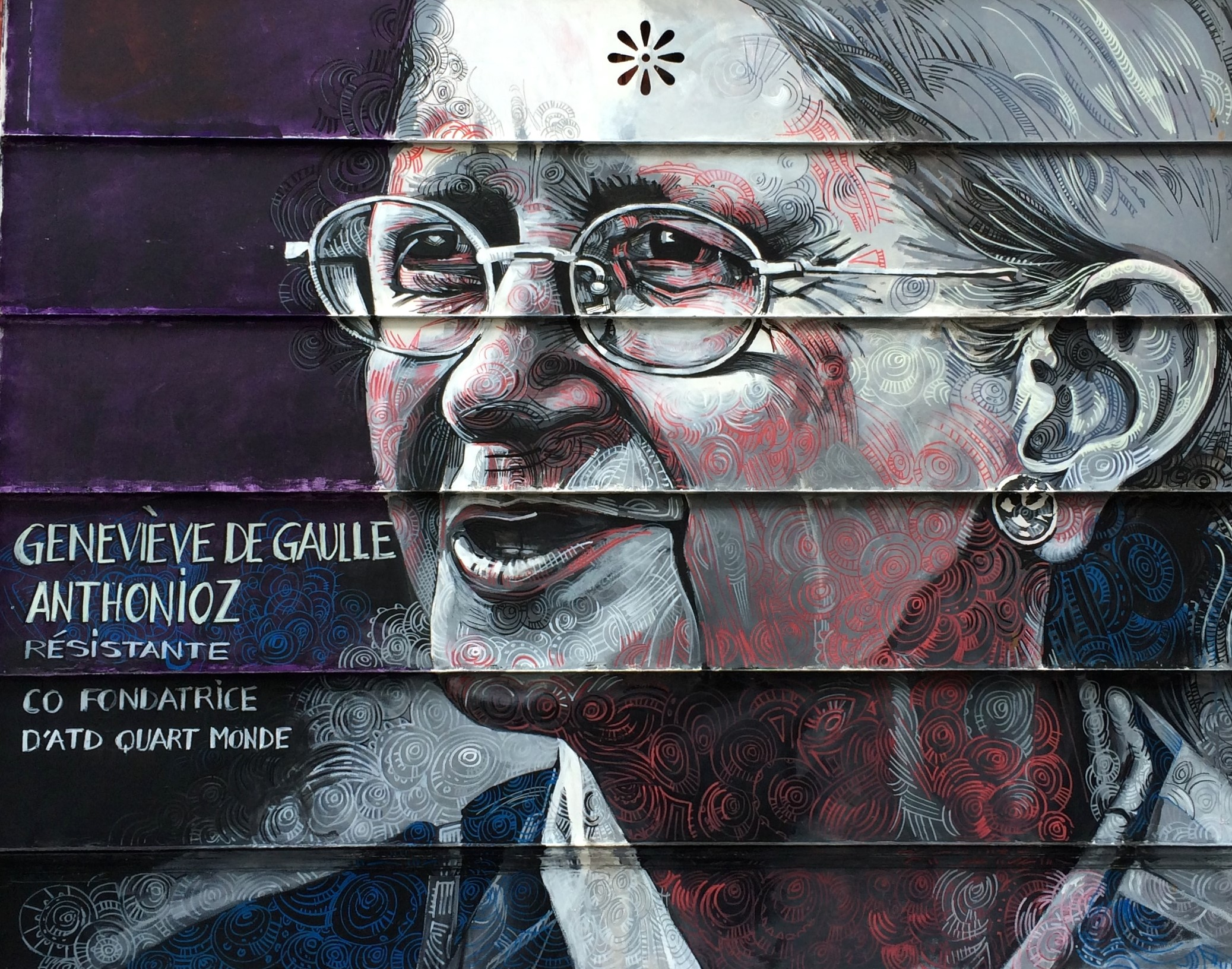
Geneviève de Gaulle-Anthonioz, Streetart 2014 in Paris, Stadtteil Belleville

Geneviève de Gaulle-Anthonioz (* 25. Oktober 1920 in Saint-Jean-de-Valériscle, Département Gard; † 14. Februar 2002 in Paris) war eine Nichte von Charles de Gaulle, Mitglied der Résistance und Präsidentin der Menschenrechtsbewegung ATD Vierte Welt. Für ihr öffentliches Wirken erhielt sie als erste Frau das Großkreuz der Ehrenlegion.

## Biographie

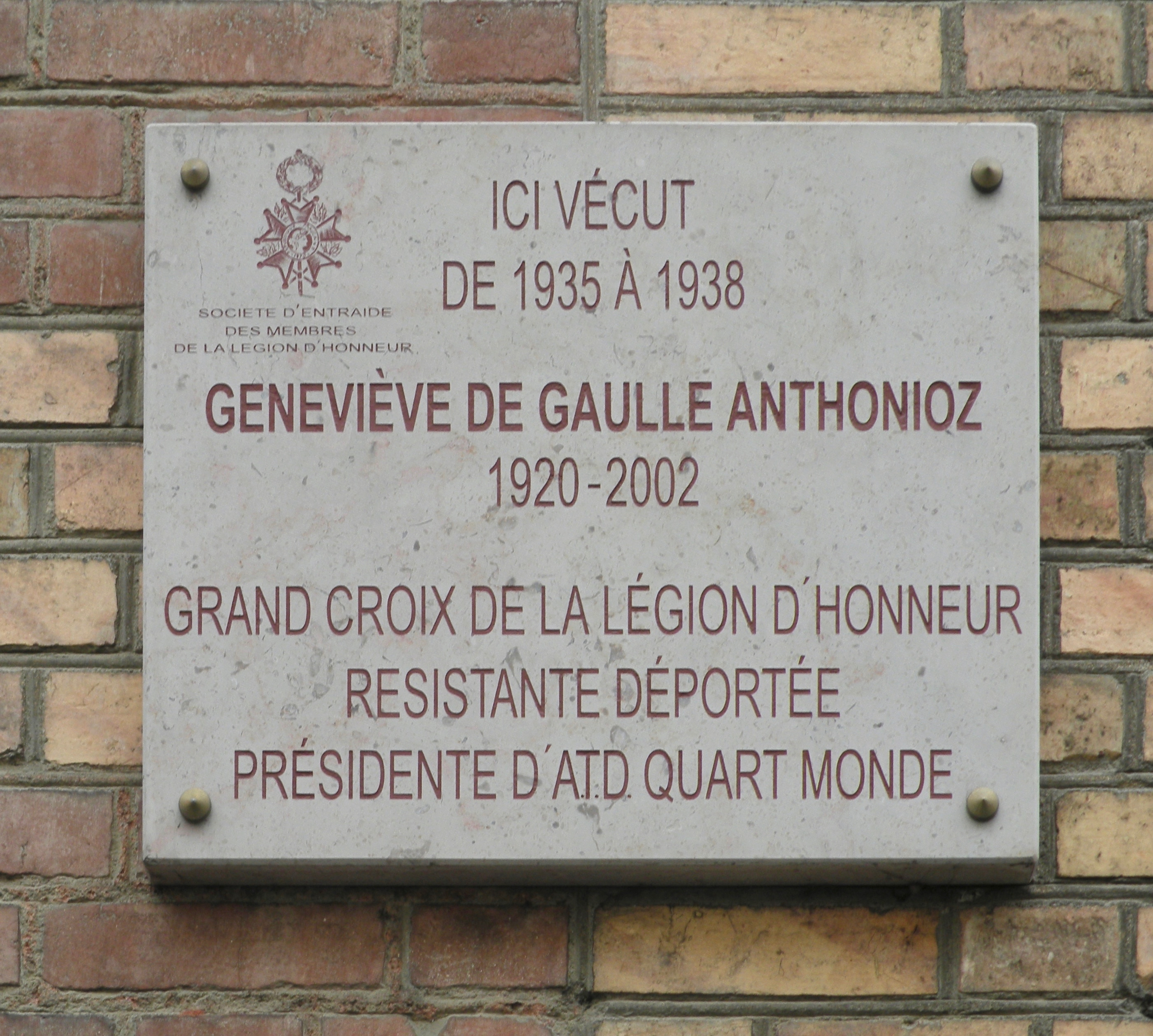
Gedenkplatte am Wohnhaus in Rennes

Geneviève de Gaulle wuchs als ältestes dreier Kinder auf. Ihr Vater Xavier de Gaulle (1887–1955), der älteste Bruder von Charles de Gaulle, war Ingenieur; ihre Mutter starb, als sie vier Jahre alt war. Ab 1935 studierte sie an der Universität von Rennes Geschichte. Nach der Kapitulation Frankreichs im Juni 1940 und der deutschen Besetzung des Landes konnte Geneviève de Gaulle über Jacqueline Pardon für die Résistance gewonnen werden und arbeitete mit Hélène Viannay für die Untergrundzeitung Défense de la France. Am 20. Juli 1943 wurde sie durch Pierre Bonny, einen Mitarbeiter der französischen Gestapo, verhaftet und gefoltert. Am 2. Februar 1944 wurde sie in das Konzentrationslager Ravensbrück deportiert und dort auf Befehl Heinrich Himmlers vier Monate in Isolationshaft gehalten, um sie aufgrund ihrer prominenten Verwandtschaft für einen Gefangenenaustausch benutzen zu können. Zwischen Februar und April 1945 wurde sie an einem Ort in Süddeutschland festgehalten. Im April 1945 kehrte sie über Genf – wo ihr Vater als Consul arbeitete – nach Paris zurück. Über diese Zeit schrieb sie ein Buch, das unter dem Titel Durch die Nacht 1999 auch auf Deutsch erschienen ist. Später Präsidentin der ADIR, der nationalen Organisation der deportierten und internierten Frauen der Résistance, war sie aktiv in der juristischen Verfolgung nationalsozialistischer Kriegsverbrecher tätig. 1987 trat sie als Zeugin im Prozess gegen Klaus Barbie auf.
1946 heiratete sie den Kunstverleger Bernard Anthonioz. Wie dieser arbeitete sie im Ministerium André Malraux’ und engagierte sich im Rassemblement du peuple français, der von ihrem Onkel gegründeten politischen Bewegung. 1958 lernte sie Joseph Wresinski kennen, Pater der Obdachlosensiedlung Noisy-le-Grand und Gründer der ATD Vierte Welt. Nach einer Zeit der Freiwilligenarbeit für diese Organisation übernahm sie deren Präsidium von 1964 bis 2001.
1988 wurde sie Mitglied des nationalen Wirtschafts- und Sozialrats, über den sie sich für eine verbesserte Gesetzgebung zugunsten Armer einsetzte. Das mit ihrer Hilfe entworfene Gesetz wurde 1998 vom französischen Parlament verabschiedet.
Neben dem Großkreuz der Ehrenlegion erhielt sie den Preis der Menschenrechte in Frankreich und der Welt (1994), die Médaille de la Résistance und das Croix de guerre (1939). Charles de Gaulle widmete ihr sein Buch Mémoires de Guerre („Kriegserinnerungen“).

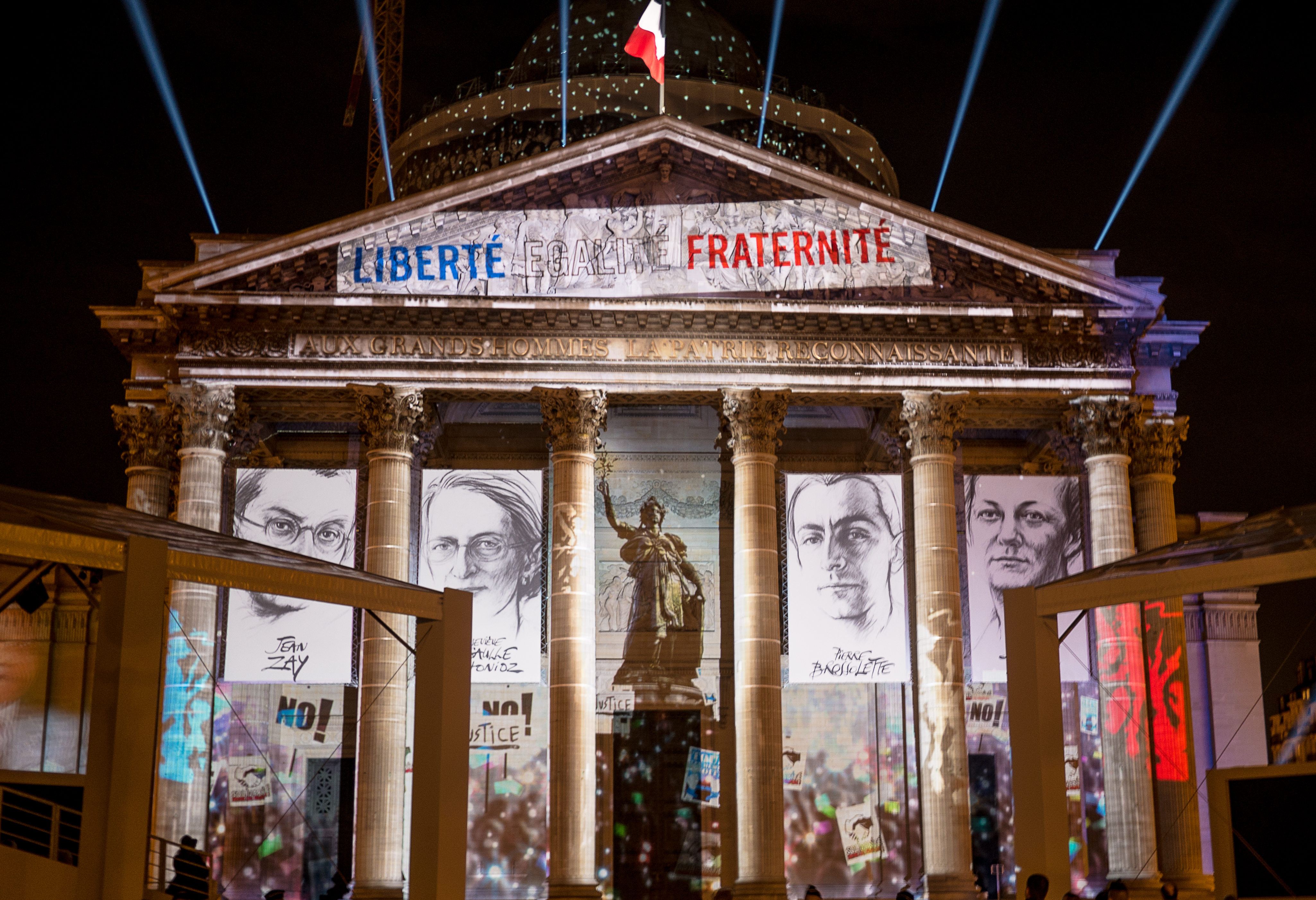
Feier zur Überführung von Geneviève de Gaulle-Anthonioz, Germaine Tillion, Pierre Brossolette und Jean Zay in den Panthéon am 27. Mai 2015

## Ehrung
Am 27. Mai 2015 wurden die sterblichen Überreste de Gaulle-Anthonioz’, gemeinsam mit denen von Germaine Tillion, Pierre Brossolette und Jean Zay, ins Panthéon überführt. Dieses ist die höchste postume Ehrung in Frankreich; der 27. Mai ist seit 2014 die Journée nationale de la Résistance, ein landesweiter staatlicher Gedenktag.